# Lukas Jäger (Politiker)

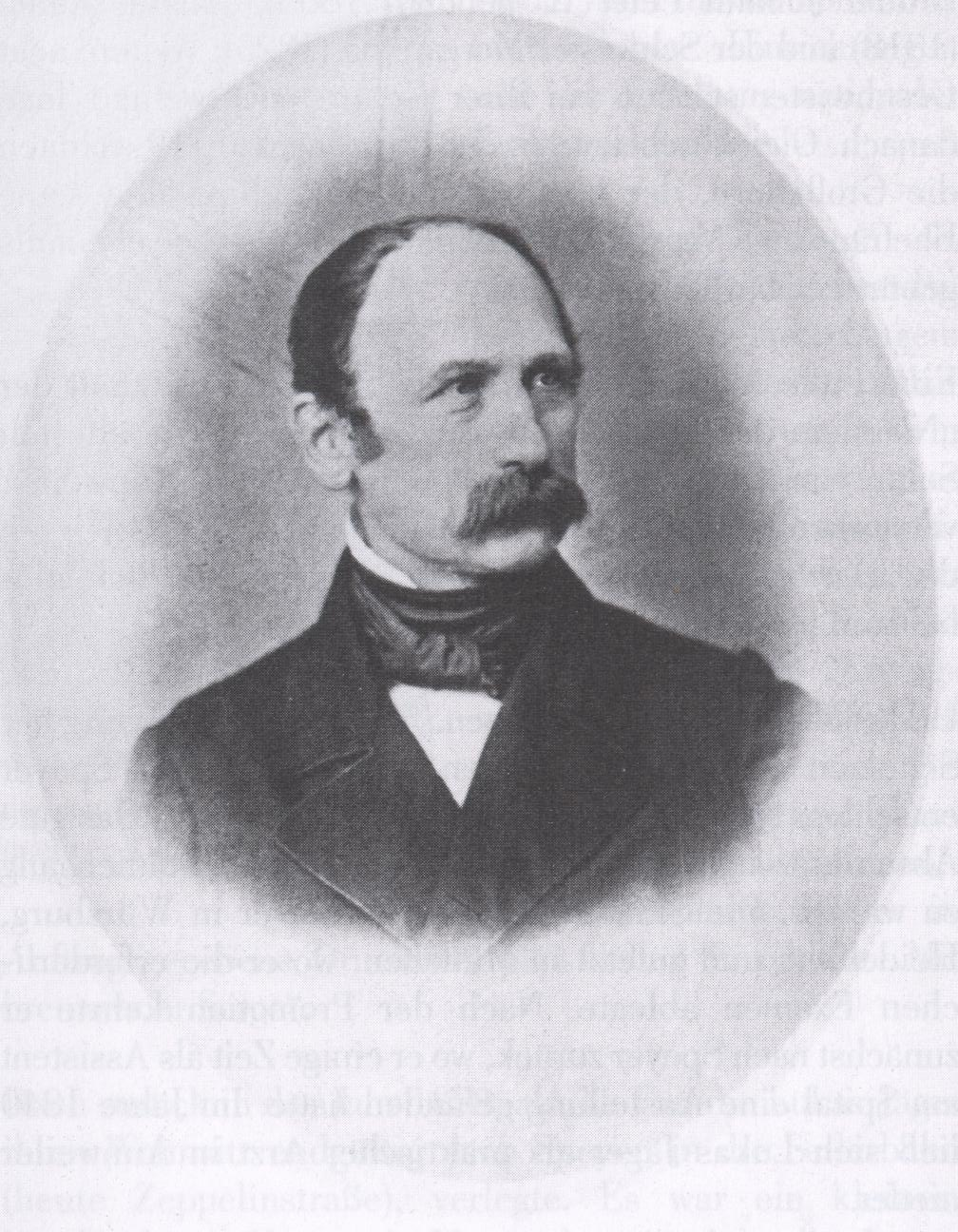
Johann Lukas Jäger

Johann Lukas Jäger, auch Lucas (* 7. Dezember 1811 in Harthausen, Frankreich; † 2. Februar 1874 in Speyer, Königreich Bayern) war ein praktischer Arzt und konservativ-katholischer Publizist, Gründer der Konservativen und Großdeutschen Partei in der Pfalz und 1849–1858  Abgeordneter im Bayerischen Landtag. Er gründete die bis 1936 erscheinende Pfälzer Zeitung und den Jäger’schen Verlag in Speyer, der unter seinem Sohn Eugen Jäger stark expandierte und zum Hauptverleger des Bistums Speyer wurde.

## Leben
Johann Lukas Jäger wurde als Sohn der armen, aber sehr religiösen Ackersleute Johann Jäger III. (1778–1834) und Elisabeth Maria geb. Engelhard (1785–1854), in Harthausen bei Speyer geboren. In seinem Geburtsort ging er zur Volksschule. Hier erkannte Pfarrer Joseph Schöpf die geistige Begabung des Jungen, weshalb er schließlich die Königliche Studienanstalt in Speyer, das spätere humanistische Gymnasium besuchen durfte. Den dortigen Schulabschluss bestand Johann Lukas Jäger 1832 mit Auszeichnung.

### Arzt
Jäger studierte an der Julius-Maximilians-Universität Würzburg, der Ruprecht-Karls-Universität Heidelberg und der Ludwig-Maximilians-Universität München Medizin. 1836 wurde er Mitglied des Corps Franconia München. Er bestand 1837 das Examen und wurde zum Dr. med. promoviert. Er kehrte in seine Heimat zurück und erhielt eine Anstellung als Assistenzarzt am Speyerer Spital. Im Jahre 1840 ließ sich Johann Lukas Jäger als praktischer Arzt in Annweiler am Trifels nieder. 
Am 16. Oktober 1841 heiratete er im Liebfrauendom zu München seine Braut Apollonia Josepha Ludowika Martin (1820–1911) aus Kaiserslautern. Aus dieser Ehe gingen vier Kinder hervor, die alle in Annweiler geboren sind: Eugen Jäger (1842–1926), Nachfolger des Vaters als Publizist und Parlamentarier, Franz Jäger (1844–1882), praktischer Arzt in Edenkoben, Richard Jäger (1845–1899), Offizier in der Bayerischen Armee und Luise Jäger (1846–1926), verheiratet mit Rudolph von Richter, dem späteren Präsidenten des bayerischen Senats am Reichsmilitärgericht. Richard Jaeger heiratete 1875 Dora Bronzetti, die Tochter des Generalmajors Heinrich Bronzetti und Enkelin von Carl Joseph Bronzetti. Ein Enkel des genannten Oberstleutnants Richard Jäger war der gleichnamige Bundesminister der Justiz und Vizepräsident des Deutschen Bundestages, Richard Jaeger, Mitbegründer der Christlich-Sozialen Union in Bayern.

### Naturkunde und Politik
Neben seiner ärztlichen Tätigkeit befasste sich Johann Lukas Jäger einerseits mit Naturkunde und entwickelte sich zu einem anerkannten Fachmann der pfälzischen Flora und Mineralogie. Anderseits begann der Arzt sich für die Politik zu interessieren. Er war sozial engagiert; die Armut der einfachen Landbevölkerung stand dem praktizierenden Katholiken von Berufs wegen täglich vor Augen. Gleichzeitig trat er für freiheitliche Einrichtungen, Hebung der Bildung und die Erfüllung der nationalen Einheitswünsche zur Wiederbegründung des untergegangenen Reiches ein. Die Revolution von 1848/49 erlebte er als dezidierter Befürworter gemäßigter Freiheitsforderungen, ohne jedoch der katholischen Kirche wie auch dem bayerischen Königshaus, den Grundpfeilern seiner Weltanschauung, untreu zu werden. Jäger gründete im März 1849 die Zeitung Bote aus den Vogesen, die später in Pfälzer Zeitung umbenannt wurde. Diese Publikation – ganz aus eigenen Mitteln finanziert – sollte ein Sprachrohr für die gemäßigt fortschrittlichen Staatsbürger und ein Gegengewicht zur vorherrschenden, aufreizend revolutionären Presse in der Pfalz sein. Lange vor Gründung der Deutschen Zentrumspartei versuchte der Pfälzer Arzt schon damals die katholisch-konservativen Kräfte durch die Gründung der sogenannten „Konservativen und Großdeutschen Partei“ zu bündeln. Er zog 1849 für den Bezirk Germersheim-Bad Bergzabern in die Kammer der Abgeordneten (Bayern) ein und gehörte dem Landtag bis 1858 an. Bei seiner Wahl berichtete der Pfälzer Regierungspräsident Johann Baptist von Zenetti 1849 nach München, dass Lukas Jäger „ein talentvoller, kenntnisreicher Mann“ sei, den man als „konservativen Deputierten“ bezeichnen dürfe. Auch als Parlamentarier war der Pfälzer Mediziner sehr rührig und zog sogar für zweieinhalb Jahre in Bayerns Hauptstadt, um sich politisch besser einbringen zu können. 1852 kehrte Familie Jäger wieder in die Pfalz zurück und wohnte ab 1858 in Speyer. Nach wie vor publizierte Jäger die Pfälzer Zeitung, nun sogar mit eigener Druckerei und zugehörigem Verlag, zunächst in der heutigen Zeppelinstraße, später in der Korngasse. 1866 trat der Sohn Eugen Jäger auf Betreiben des Vaters ins Geschäft ein. Zeitung und Verlag expandierten stark. Die von Johann Lukas Jäger gegründete, überregionale konservativ-katholische „Pfälzer Zeitung“ existierte bis zum Verbot durch die Nationalsozialisten, 1936. Große Popularität genoss das Blatt auch durch seine heimatkundliche Beilage Palatina (die Pfalz) in der damals viele bedeutende Lokalhistoriker Artikel schrieben, weshalb sie bis heute als gesuchtes Quellenwerk gilt. Der Jäger’sche Verlag wurde 1937 wegen des Drucks der päpstlichen Enzyklika Mit brennender Sorge staatspolizeilich geschlossen und die Eigentümer entschädigungslos enteignet. Erst 1951 erhielten Jägers Nachfahren die Firma zurück, die 1972 durch den Stuttgarter Ernst Klett Verlag übernommen wurde. Seit 1989 firmiert das Unternehmen als Walter Wirtz Druck & Verlag.

### Krankheit und Tod
Johann Lukas Jäger war schon länger magenleidend, weshalb er vermutlich auch seinen Sohn Eugen zur Unterstützung im Verlag beigezogen hatte. Im Sommer 1873 brach die Krankheit mit großer Heftigkeit aus, ein Kuraufenthalt in der Schweiz bewirkte nicht die erhoffte Besserung. Im Herbst hielt sich Jäger noch „am Pfälzischen Gebirge“ zur Erholung auf, im Februar 1874 verstarb er zu Hause in Speyer. Er wurde auf dem heutigen Alten Friedhof Speyer beigesetzt.